# کاتسویوکی سایتو
کاتسویوکی سایتو (انگلیسی: Katsuyuki Saito؛ زادهٔ ۷ آوریل ۱۹۷۳) بازیکن فوتبال اهل ژاپن است.